# Mara Santangelo
Mara Santangelo (Latina, 1981. június 28. –) olasz teniszezőnő. Nyolc egyéni és tizennégy páros ITF-tornát nyert meg. Legjobb egyéni világranglista-helyezése huszonhetedik volt, ezt 2007 júliusában érte el.

## Eredményei Grand Slam-tornákon

### Egyéniben
| Torna           | 2009   | 2008   | 2007   | 2006   | 2005   | 2004   | 2003   |
| --------------- | ------ | ------ | ------ | ------ | ------ | ------ | ------ |
| Australian Open | 1. kör | -      | 1. kör | 3. kör | 1. kör | 4. kör | -      |
| Roland Garros   | -      | 1. kör | 3. kör | 2. kör | 1. kör | 1. kör | -      |
| Wimbledon       | -      | 2. kör | 3. kör | 1. kör | 2. kör | 1. kör | -      |
| US Open         | -      | -      | 1. kör | 3. kör | 1. kör | 1. kör | 1. kör |

## Év végi világranglista-helyezései
| Év       | 1998 | 1999 | 2000 | 2001 | 2002 | 2003 | 2004 | 2005 | 2006 | 2007 | 2008 |
| Helyezés | 585. | 451. | 263. | 305. | 173. | 146. | 91.  | 85.  | 31.  | 36.  | 135. |